# Cleoserrata paludosa
Cleoserrata paludosa är en paradisblomsterväxtart som först beskrevs av Carl Ludwig von Willdenow och August Wilhelm Eichler, och fick sitt nu gällande namn av Hugh Hellmut Iltis. Cleoserrata paludosa ingår i släktet Cleoserrata, och familjen paradisblomsterväxter. Inga underarter finns listade i Catalogue of Life.